# Assemblierung
Unter dem Begriff Assemblierung versteht man den Zusammenbau verschiedener Komponenten.
Vorwiegend wird dieser Begriff in der Kerntechnik, der Molekularbiologie, der Elektronik, der Nanotechnik (Nanoassemblierung) oder für Computer verwendet.
In der Virologie bedeutet der Begriff den Zusammenbau der einzelnen Bestandteile (Proteine und Nukleinsäuren) zu einem fertigen Viruspartikel (Virion) in der Wirtszelle.
Bei der DNA-Sequenzierung und der RNA-Sequenzierung, insbesondere in der Metagenomik, versteht man unter Assemblierung (englisch Assembly) die Zusammensetzung eines größeren Contigs aus einzeln sequenzierten, sich überlappenden Nukleinsäuresequenzen (in silico, d. h. am Computer). Nach Möglichkeit versucht man, das ganze Genom, Genomsegment, Plasmid etc. zusammenzusetzen (assemblieren); siehe metagenome-assembled genome.

## Kerntechnik
In der Kerntechnik den letzten Teilschritt bei der Herstellung von Brennelementen für Kernreaktoren. Vereinfacht ausgedrückt bedeutet die Assemblierung den Zusammenbau von einzelnen Kernbrennstäben zu einem Brennelement.
Vor der Assemblierung stehen bei der Fertigung von Brennelementen für die am häufigsten verwendeten Leichtwasserreaktoren die Verfahrensschritte
- Pulverfertigung (Chemische Umwandlung von angereichertem Uranhexafluorid zu Uranoxidpulver)
- Pelletfertigung (Pressen des Uranoxidpulvers zu tablettenförmigen „Pellets“ von ca. 2–3 cm Länge und 1 cm Durchmesser, Sintern der Pellets bei etwa 1700 °C in einem Sinterofen, Schleifen der Pellets auf spezifizierte Maße)
- Brennstabfertigung (Einfüllen der Pellets in ein 4–5 m langes Hüllrohr aus einer Zirconiumlegierung, gasdichtes Verschweißen des Hüllrohrs, Prüfung der Schweißnähte)

Zum Abschluss werden im Verfahrensschritt „Assemblierung“ jeweils bis zu 250 Brennstäbe (im Falle von Druckwasserreaktoren) unter Verwendung von Abstandshaltern, Kopf- und Fußstücken zu fertigen Brennelementen zusammengefügt.